# 1086
| 1086               |
| ------------------ |
| Dødsfald - Fødsler |
|                    |

| Gregoriansk kalender | 1086 MLXXXVI            |
| Ab urbe condita      | 1839                    |
| Armensk kalender     | 535 ԹՎ ՇԼԵ              |
| Kinesiske kalender   | 3782 – 3783 乙丑 – 丙寅 |
| Etiopisk kalender    | 1078 – 1079             |
| Jødisk kalender      | 4846 – 4847             |
| Hindukalendere       |                         |
| - Vikram Samvat      | 1141 – 1142             |
| - Shaka Samvat       | 1008 – 1009             |
| - Kali Yuga          | 4187 – 4188             |
| Iransk kalender      | 464 – 465               |
| Islamisk kalender    | 479 – 480               |

Konge i Danmark: Knud den Hellige 1080-1086 og Oluf Hunger 1086-1095
Se også 1086 (tal)

## Begivenheder
- 24. maj - Pave Viktor 3. indsættes efter Gregor 7., indtil sin død i 1087.
- 10. juli – Knud den Hellige dræbes i Sct. Albani kirke i Odense, Oluf Hunger bliver valgt til konge på Viborg Ting.

## Dødsfald
- 10. juli – Knud den Hellige, konge af Danmark fra 1080, dræbes i Sct. Albani kirke i Odense. (født ca. 1043).